# كوغاليم
كوغاليم (بالروسية: Когалым) هي إحدى مدن روسيا في الكيان الفدرالي الروسي أوكروغ خانتي - مانسي الذاتية.

## المناخ
يظهر الجدول التالي التغييرات المناخية على مدار السنة لكوغاليم:
| الشهر                             | يناير        | فبراير       | مارس         | أبريل        | مايو        | يونيو       | يوليو       | أغسطس       | سبتمبر     | أكتوبر      | نوفمبر      | ديسمبر       | المعدل السنوي |
| --------------------------------- | ------------ | ------------ | ------------ | ------------ | ----------- | ----------- | ----------- | ----------- | ---------- | ----------- | ----------- | ------------ | ------------- |
| متوسط درجة الحرارة الكبرى °م (°ف) | −14.3 (6.3)  | −13.0 (8.6)  | −6.0 (21.2)  | −1.2 (29.8)  | 7.6 (45.7)  | 16.4 (61.5) | 20.6 (69.1) | 16.5 (61.7) | 8.4 (47.1) | 0.4 (32.7)  | −9.6 (14.7) | −13.5 (7.7)  | 1.0 (33.8)    |
| المتوسط اليومي °م (°ف)            | −18.4 (−1.1) | −16.9 (1.6)  | −10.5 (13.1) | −5.3 (22.5)  | 3.9 (39.0)  | 12.9 (55.2) | 17.1 (62.8) | 13.3 (55.9) | 5.9 (42.6) | −2.0 (28.4) | −12.9 (8.8) | −17.5 (0.5)  | −2.5 (27.4)   |
| متوسط درجة الحرارة الصغرى °م (°ف) | −22.8 (−9.0) | −21.7 (−7.1) | −15.9 (3.4)  | −10.8 (12.6) | −0.5 (31.1) | 8.7 (47.7)  | 13.1 (55.6) | 9.7 (49.5)  | 3.0 (37.4) | −4.8 (23.4) | −17.0 (1.4) | −21.7 (−7.1) | −6.7 (19.9)   |
| المصدر:                           |              |              |              |              |             |             |             |             |            |             |             |              |               |